# Santa Susana (Barcelona)
Santa Susana (oficialmente en catalán: Santa Susanna) es un municipio y localidad española de la provincia de Barcelona, en la comunidad autónoma de Cataluña. El término municipal, ubicado en la comarca del Maresme, tiene una población de 4023 habitantes (INE 2024).

## Geografía

Situación de Santa Susana en la comarca de Maresme

El municipio está situado en el litoral, entre los pueblos de Pineda y Malgrat de Mar.  Integrado en la comarca de El Maresme, se sitúa a 58 km de Barcelona. El término municipal está atravesado por la autopista del Maresme (C-32) y por la antigua carretera N-II entre los pK 672 y 673, además de por carreteras locales que conectan con Pineda y Malgrat de Mar. 
El relieve del municipio está caracterizado por la franja litoral del Maresme situada entre Malgrat de Mar y Pineda y por las primeras elevaciones del Macizo de Montnegre, que incluyen la Serrat de la Crestada (250 m) y la Serra de Miralles (340 m). Las montañas más destacadas son el Turó de Can Jordà (206 m), el Turó de la Guardia (241 m) y el Turó Gros de Miralles (343 m). La riera de Santa Susanna cruza el pueblo procedente de las cercanas montañas. El pueblo se alza a 9 m sobre el nivel del mar.
| Noroeste: Tordera | Norte: Tordera        | Noreste: Palafolls        |
| Oeste: Pineda     |                       | Este: Malgrat de Mar      |
| Suroeste: Pineda  | Sur: Mar Mediterráneo | Sureste: Mar Mediterráneo |

## Demografía
Cuenta con una población de 4023 habitantes (INE 2024).
| Gráfica de evolución demográfica de Santa Susanna entre 1842 y 2021 |
| |
| En este censo se denominaba Santa Susana de la Bisbal: 1842 En estos censos se denominaba Santa Susana: 1857, 1877, 1887, 1897, 1900, 1910, 1920, 1930, 1940 y 1950 En este censo se denominaba Santa Susana o Santa Susagna: 1860 Población de derecho según los censos de población del INE. Población de hecho según los censos de población del INE. |

| 1900 | 1930 | 1950 | 1970 | 1981 | 1986 | 2007 |
| ---- | ---- | ---- | ---- | ---- | ---- | ---- |
| 408  | 434  | 455  | 565  | 509  | 652  | 3019 |

## Economía
Actualmente la actividad económica principal es el turismo. Ha tejido un modelo propio especializado en el turismo de sol, playa y naturaleza.
El destino turístico cuenta con varias certificaciones como la Marca de Turismo Familiar y la Marca de Turismo Deportiva otorgadas por la Agencia Catalana de Turismo.
Santa Susana cuenta con una amplia y variada oferta de alojamientos de calidad, además de la oferta de actividades que ofrece la estación náutica y el centro de bicicleta de montaña entre otras ofertas complementarias. 
Por su localización en la Costa de Barcelona - Costa del Maresme, Santa Susana se convierte en un punto estratégico cerca de Barcelona y Gerona, excelente punto de partida para efectuar con rapidez y comodidad excursiones a los lugares más importantes de la provincia de Barcelona y Gerona: tanto en el interior como en la cercana Costa Brava o en la ciudad de Barcelona.

## Símbolos
El escudo de Santa Susana se define por el siguiente blasón:

Escudo losanjado: de argén, un valle de sinople acompañada en la cabeza de una estrella de azur. Por timbre una corona mural de pueblo.

Fue aprobado el 7 de julio de 1987 y publicado en el DOGC número 868 el 24 del mismo mes. La estrella de seis puntas es el señal tradicional del escudo del pueblo. La partición de sinople simboliza el valle de la riera de Santa Susana.

## Patrimonio
- Antigua capilla de Santa Susana
- Capilla del Santo Cristo
- Masías con torres de vigilancia
- Molino d'en Jordà, del siglo XVII.¡